# Ceratinopsidis
Ceratinopsidis là một chi nhện trong họ Linyphiidae.